# Barichneumonites properans
Barichneumonites properans är en stekelart som först beskrevs av Tosquinet 1903.  Barichneumonites properans ingår i släktet Barichneumonites och familjen brokparasitsteklar. Inga underarter finns listade.